# Karl-Josef Hering
Karl-Josef Hering (* 14. Februar 1929 in Westönnen, Westfalen; † 20. Mai 1998 in Berlin-Zehlendorf) war ein deutscher Opernsänger (Tenor). In den 1960er und 1970er Jahren war er weltweit einer der gefragtesten Heldentenöre.

## Leben

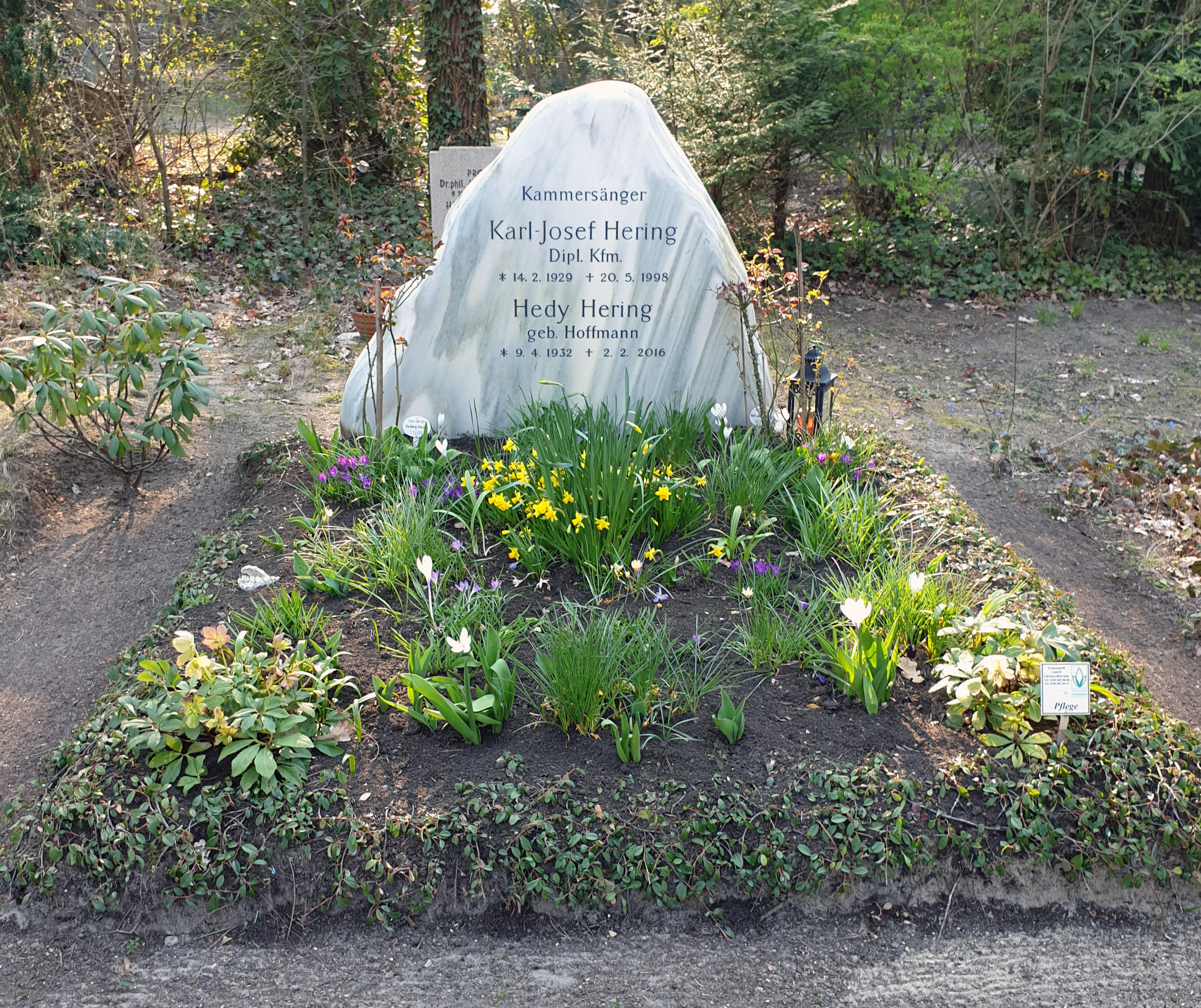
Grabstätte, Waldfriedhof Zehlendorf

Erste musikalische Auftritte hatte der Sohn des Möbelfabrikanten Josef Hering während seiner Gymnasialzeit. Nach dem kaufmännischen Diplomexamen 1955 in Köln folgten Gesangsstudien bei Frederick Husler, Franz Völker sowie Max Lorenz.
Im Jahr 1958 erhielt er sein erstes Engagement am Landestheater Hannover, gefolgt 1962 von den städtischen Bühnen Krefeld/Mönchengladbach. Seit 1966 war Karl-Josef Hering festes Mitglied der Deutschen Oper Berlin und wurde 1975 für seine langjährigen internationalen Leistungen zum Berliner Kammersänger ernannt.
Vor allem in seinen Hauptpartien gastierte der Wagnersänger als Siegfried, Siegmund, Parsifal, Tristan, aber auch als Max, Canio, Stolzing, Florestan, Bacchus, Erik und anderen neben deutschen Bühnen wie Hamburg, Frankfurt, Düsseldorf, Stuttgart, Staatsoper Berlin weltweit in London, Wien, Amsterdam, Rom, Paris, Los Angeles, Tokio, Buenos Aires, Toronto usw. mit Dirigenten wie Sir Georg Solti, Eugen Jochum, Karl Böhm, Zubin Mehta, Horst Stein, Lorin Maazel, Erich Leinsdorf, Joseph Keilberth und Silvio Varviso.
Auch gelegentliche schauspielerische Rollen wie in dem Kinofilm Schneeweißchen und Rosenrot (1983) gehörten zum Repertoire von Karl-Josef Hering.
Ende der 1970er Jahre zwang eine Hüftgelenkserkrankung den Sänger zur Aufgabe seiner aktiven Bühnenkarriere. Seitdem betätigte er sich als Hotelier mit Betrieben auf der Insel Fehmarn, im Hochsauerland und zuletzt in Berlin.
Karl-Josef Hering ist auf dem Waldfriedhof Zehlendorf in Berlin-Nikolassee beigesetzt worden.